# (31903) Euniceyou
(31903) Euniceyou est un astéroïde de la ceinture principale.

## Description
(31903) Euniceyou est un astéroïde de la ceinture principale. Il fut découvert le 5 avril 2000 à Socorro (Nouveau-Mexique) par le projet LINEAR. Il présente une orbite caractérisée par un demi-grand axe de 2,70 UA, une excentricité de 0,19 et une inclinaison de 3,9° par rapport à l'écliptique.

## Compléments